# Cayo Judas
Cayo Judas es el nombre que recibe una isla que pertenece a la República de Cuba localizada en el océano Atlántico en las coordenadas geográficas 22°15′N 78°19′O / 22.250, -78.317 y que administrativamente depende de la provincia de Ciego de Ávila.
Forma parte del archipiélago de Sabana-Camagüey, específicamente en la sección de Camagüey. Se ubica al suroeste de Cayo Romano, al sur de Cayo Alto, al oeste del Paso de Judas y los Cayos del Canal Nuevo, y al norte de la ensenada de Santa Gertrudis, a unos 427 kilómetros al este de la capital del país La Habana.